# Траворезовые
Траворезовые (лат. Phytotominae) — подсемейство котинговых, напоминающие внешне щуров. Ранее считались отдельным семейством (phytotomidae).

## Описание
Оперение у них неброское, сероватое или оливковое с бурыми пестринами сверху и светлое с охристым налетом снизу. Клюв короткий, но довольно сильный, конической формы. Надклювье и подклювье имеют пильчатые края, с помощью которых птички ловко срезают листья, почки, неодревесневшие побеги и ягоды.

## Список родов
- Ampelion Tschudi, 1845
- Doliornis Taczanowski, 1874
- Phytotoma Molina, 1782
- Zaratornis Koepcke, 1954